# Jasmine Lyons
Jasmine Lyons (28 novembre 2002) è una fondista canadese.

## Biografia
Attiva dal gennaio del 2020, la Lyons ha esordito ai Campionati mondiali a Planica 2023, dove si è classificata 36ª nella 10 km, 34ª nello skiathlon e 8ª nella staffetta; non ha debuttato in Coppa del Mondo né preso parte a rassegne olimpiche.